# Nazarivka, Lubnî
Nazarivka (în ucraineană Назарівка) este un sat în comuna Șerșnivka din raionul Lubnî, regiunea Poltava, Ucraina.

## Demografie
Componența lingvistică a localității Nazarivka
     Ucraineană (100%)
Conform recensământului din 2001, toată populația localității Nazarivka era vorbitoare de ucraineană (100%).